# Адріан Гейтс
Адріан Гейтс (* 1973, Дюссельдорф) — німецький автор-виконавець, музикант, продюсер, учасник гурту Diary of Dreams (з 1992-го); колишній басист гурту «Garden of Delight» (з 1992 по 1997).

## Життєпис
Коли Адріану було 6 років, його сім'я була вимушена переїхати на декілька років до США. Завдяки цьому періоду свого життя, він дуже добре володіє англійською мовою. У віці 9 років Адріан почав вчитися грі на гітарі. Пізніше послідували фортепіано і бас. З 14 років він починає писати свої перші пісні - як німецькою так і англійською мовами. У 1989 році Адріан став засновником проекту  «Diary of Dreams» ("Щоденник снів"). З 1992 до 1997 рік він був бас-гітаристом відомої німецької готичної рок-групи «Garden of Delight».
Перші виступи нового проекту сталися у 1992 році, але через постійну зайнятість як басист успішного гурту, Адріан не міг приділяти більше уваги своїй сольній кар'єрі.
У 1996 році організував власний лейбл Accession Records. Першим релізом, який видав щойностворенний лейбл, став другий альбом «Diary of Dreams» - End of Flowers. Ця фірма активно працює з андерграудною музичною суб-культурою.
Пік популярності «DoD» прийшовся на початок 2000-х років. Тоді, з перервою у два роки, світ побачили два успішних альбоми One of 18 Angels (2000) та Freak Perfume (2002). (Більшість пісень з цих платівок постійно входять до концертного плей-листа гурту.) Музична преса навіть почала писати про феномен «трьох великих D» у сучасній німецькій готичній субкультурі - відомі дарквейв-гурти назва котрих починається з літери "D": «Das Ich», «Deine Lakaien» та «Diary of Dreams».
Завдяки успіху цього проекту, до Гейтса почали надходити запрошення від інших колективів з приводу співпраці. Адріан був звукоінженером альбому Creatures гурту «Clan of Xymox», а також став продюсером дебютного альбому «Diorama».
Наразі, Diary of Dreams є одним із ключових проектів готичної сцени Європи.